# A for Andromeda
A for Andromeda, (El Proyecto Andrómeda, en España) es una nueva versión de la serie de televisión de 1961 del mismo nombre de Fred Hoyle y John Elliot estrenada en 2006.

## Argumento
La trama se centra en un grupo de científicos que detectan una señal de radio de otra galaxia que contiene instrucciones para el diseño de una computadora avanzada.
Cuando se construye la computadora, les da a los científicos instrucciones para la creación de un organismo vivo llamado Andrómeda, pero uno de los científicos, John Fleming (Hardy), teme que el propósito de Andrómeda sea subyugar a la humanidad.

## Reparto
| Actor         | Personaje                   |
| ------------- | --------------------------- |
| Tom Hardy     | John Fleming                |
| Charlie Cox   | Dennis Bridger              |
| Kelly Reilly  | Christine Jones / Andrómeda |
| Jane Asher    | Prof. Madeleine Dawnay      |
| David Haig    | Gral. Vandenberg            |
| Colin Stinton | Kaufman                     |

## Producción
La serie fue producida por Richard Fell, quien el año anterior había supervisado The Quatermass Experiment, una nueva versión en vivo de la serie de televisión de 1953 del mismo nombre, también ausente en gran parte de los archivos de la BBC.
Hablando sobre la decisión de encargar la nueva versión, Fell dijo: "Pensamos que A for Andromeda era una oportunidad demasiado buena para perderla... es la continuación obvia [de The Quatermass Experiment ]. Tuvo un gran impacto cuando llegó. También se perdió en los archivos de televisión y fue una historia increíble y, como Quatermass, muy progresista". Añadió: "Plantea temas sobre la inteligencia artificial, la clonación, la guerra biológica y la explotación política de la ciencia que son tan importantes hoy como lo eran cuando se escribió, si no más. También es un tipo extraño de historia de amor, si un hombre puede enamorarse de una máquina que es".
Fell también adaptó las obras para televisión originales de Hoyle y Elliot; con 85 minutos, esta nueva versión fue mucho más corta que la original, que duró casi 300 minutos. Al condensar el guion, Fell usó muchos menos personajes y lugares. Esto incluyó restablecer la ubicación de un radiotelescopio a una estación terrestre de inteligencia de señales. Fell también fusionó varios personajes; por ejemplo, Judy Adamson y Christine se fusionaron en el personaje de Christine; el personaje de Madeline Dawnay combinó los roles del personaje original de Dawnay y el de Rheinhart, mientras que el general Vandenberg asumió el papel de muchas de las figuras de autoridad del original.
Elenco como Christine/Andrómeda fue Kelly Reilly. Fleming fue interpretado por Tom Hardy. Bridger fue interpretado por Charlie Cox y Vandenberg por David Haig . Dawnay fue interpretada por Jane Asher ; Fell esperaba poder elegir a Julie Christie para este papel como un guiño al original, pero la actriz no estaba disponible. Dirigida por John Strickland, se rodó a principios de 2006 en la base aérea de Stanmore y Brecon Beacons .